# 푸조 2008
푸조 2008은 프랑스의 자동차 회사 푸조가 생산, 판매하는 전륜구동 소형 CUV로, 자사의 소형 해치백인 208과 플랫폼을 공유한다.

## 1세대 (2013~2019)
2012년 파리 모터쇼에 푸조 2008의 콘셉트 카가 최초로 공개되었고, 2013년에 양산형이 출시되었다. 기존의 207 SW를 대체하는 차종으로 출시되었다. 대한민국에서는 2014년 10월부터 수입되었고, 2015년 10월에는 국내 수입차 4위를 기록했다. 2016년에 페이스리프트를 거쳤다.

### 안전성 평가
2013년 10월 Euro NCAP 차량 충돌 테스트에서 차량 안전성 최고 등급(별 5)을 얻었다.

### 수상[3]
- 2014 AUTO EUROPA, 이탈리아[4]
- 2014 Continental Irish Car of the Year, 소형차 부문 , 아일랜드[5]
- 2013 Golden Steering Wheel Award. Auto Świat, SUV 오프로드 부문, 폴란드[6]

### 푸조 2008 DKR
2014년 푸조는 푸조 2008을 기반으로 한 푸조 2008 DKR을 통해 1990년 마지막 출전 이후 25년 만인 2015년 다카르 랠리에 복귀한다고 밝혔다.

## 2세대 (2019~현재)
2019년 6월에 공개되었고, EV 모델도 발매되었다. e-2008의 충전 포트는 DC콤보-1이며, 대한민국 인증 항속거리는 260km다.

## 경쟁 차종
- 현대자동차 - 코나, ix25, 베뉴
- 기아자동차 - 니로, 쏘울, 스토닉, 셀토스
- 쉐보레 - 트랙스
- 쌍용자동차 - 티볼리
- 르노삼성자동차 - QM3
- 오펠 - 모카, 크로스랜드 X
- 뷰익 - 앙코르
- 폭스바겐 - 티크로스, 티록
- 세아트 - 아로나
- 스코다 - 예티
- 지프 - 레니게이드
- 포드 - 에코스포츠
- 시트로엥 - C3 에어크로스, C4 칵투스
- 르노 - 캡쳐
- 닛산 - 쥬크
- 혼다 - HR-V
- 피아트 - 500X
- 마쓰다 - CX-3, CX-4
- 토요타 - C-HR, 러쉬